# Грандв'ю (Вашингтон)
Грандв'ю (англ. Grandview) — місто (англ. city) в США, в окрузі Якіма штату Вашингтон. Населення — 10 907 осіб (2020).

## Географія
Грандв'ю розташований за координатами 46°15′41″ пн. ш. 119°55′8″ зх. д. / 46.26139° пн. ш. 119.91889° зх. д. (46.261350, -119.918768).  За даними Бюро перепису населення США в 2010 році місто мало площу 16,35 км², з яких 16,14 км² — суходіл та 0,21 км² — водойми.

## Демографія
Згідно з переписом 2010 року, у місті мешкали 10 862 особи в 2996 домогосподарствах у складі 2459 родин. Густота населення становила 664 особи/км².  Було 3136 помешкань (192/км²).
Расовий склад населення:
| - 55,2 % — білих - 0,9 % — чорних або афроамериканців - 0,6 % — корінних американців - 0,5 % — азіатів - 0,1 % — вихідців з тихоокеанських островів - 38,8 % — осіб інших рас |

До двох чи більше рас належало 4,0 %. Частка іспаномовних становила 79,7 % від усіх жителів.
За віковим діапазоном населення розподілялося таким чином: 37,0 % — особи молодші 18 років, 55,1 % — особи у віці 18—64 років, 7,9 % — особи у віці 65 років та старші. Медіана віку мешканця становила 26,3 року. На 100 осіб жіночої статі у місті припадало 99,8 чоловіків;  на 100 жінок у віці від 18 років та старших — 98,3 чоловіків також старших 18 років.
Середній дохід на одне домашнє господарство  становив 49 253 долари США (медіана — 38 990), а середній дохід на одну сім'ю — 51 343 долари (медіана — 42 206). Медіана доходів становила 31 211 долар для чоловіків та 27 714 долари для жінок. За межею бідності перебувало 23,2 % осіб, у тому числі 30,7 % дітей у віці до 18 років та 13,2 % осіб у віці 65 років та старших.
Цивільне працевлаштоване населення становило 3946 осіб. Основні галузі зайнятості: сільське господарство, лісництво, риболовля — 25,2 %, освіта, охорона здоров'я та соціальна допомога — 17,7 %, роздрібна торгівля — 15,2 %.